# Озеро (кооператив)
«Озеро» — дачний споживчий кооператив на березі Комсомольського озера посеред Карельського перешийка, поблизу селища Солов'ївка. Заснований 11 листопада 1996 Володимиром Путіним і ще сімома пайовиками. Після обрання Путіна російським президентом «Озеро» стало значущим джерелом кадрів для його адміністрації і найближчого оточення.

## Пайовики
Засновниками споживчого кооперативу виступили 8 осіб:
- Смирнов Володимир Олексійович[ru] (голова кооперативу) — у 2000 році очолив Підприємство з постачання продукції Управління справами Президента Російської Федерації, у 2002 — ВАТ «Техснабекспорт»[ru] (державний монополіст в області поставок для атомної промисловості).
- Путін Володимир Володимирович — з 2000 по 2008-й і з 2012 року по теперішній час президент Російської Федерації.
- Якунін Володимир Іванович — з 2000 року заступник міністра транспорту, з 2005 — президент державного монополіста ВАТ «Російські залізниці».
Син Віктор — директор з юридичних питань російської філії компанії Gunvor.
- Ковальчук Юрій Валентинович — найбільший співвласник і голова ради директорів банку «Росія», співвласник «Національної медіагрупи» («Перший канал», «П'ятий канал», «Известия», «Російська служба новин»).
Син Борис з 2009 року очолює державного монополіста «Інтер РАО»
- Шамалов Микола Терентійович — співвласник банку «Росія», представник компанії Siemens Medical Solutions у Петербурзі; 2010 року з'явилися повідомлення, що через підконтрольні йому офшори Шамалов збирав з підприємців гроші на «палац Путіна» біля Геленджика[3].
З 2003 року його старший син Юрій очолює найбільший в Росії недержавний пенсійний фонд «Газфонд» (якому належить «Газпромбанк»), молодший син Кирило — віце-президент «Сибуру» з адміністративної підтримки бізнесу.
- Мячин Віктор Євгенович — у 1999–2004 роках генеральний директор банку «Росія», з 2004 — керівник інвестиційної компанії «Аброс».
- Фурсенко Сергій Олександрович[ru] — президент Національної медіагрупи, у 2010–2012 роках президент Російського футбольного союзу.
- Фурсенко Андрій Олександрович[ru] — у 2004–2012 роках міністр освіти і науки РФ, з 2012 — помічник президента Російської Федерації.

## Історія
Є відомості, що з придбанням ділянки на березі озера пайовикам допоміг екс-глава Приозерського району Віктор Зубков (згодом прем'єр-міністр Росії). За словами А. О. Фурсенко, пайовики кооперативу до його створення були знайомі один з одним. Батьки братів Фурсенко і братів Ковальчуків, за його словами, півстоліття пропрацювали в одному інституті. «Відносини людські збереглися, для мене це дуже близькі люди», — зауважив він в інтерв'ю з приводу компаньйонів по кооперативу.
У податкових деклараціях В. Путін зазначав володіння дачею на озері житловою площею 152,9 м², а також прилеглими земельними ділянками. Тут він ночував під час перших приїздів з Москви до Петербургу, наприклад, перед похоронами Анатолія Собчака в лютому 2000 року. Після переїзду в Москву Путін, Ковальчук, Мячин і брати Фурсенко вийшли з числа пайовиків. Їх замінили інші великі петербурзькі бізнесмени.
У липні 2010 правозахисний рух «Біла стрічка» влаштував пікнік на території дачного кооперативу, протестуючи проти того, що озеро Комсомольське в порушення ст. 27 Земельного кодексу РФ «перебуває всередині обнесеної парканом території дачного кооперативу» і доступ відпочивальників до нього внаслідок цього утруднений.